# Chabrette
Ne doit pas être confondu avec cabrette.
 (mars 2016).
Si vous disposez d'ouvrages ou d'articles de référence ou si vous connaissez des sites web de qualité traitant du thème abordé ici, merci de compléter l'article en donnant les références utiles à sa vérifiabilité et en les liant à la section « Notes et références ».

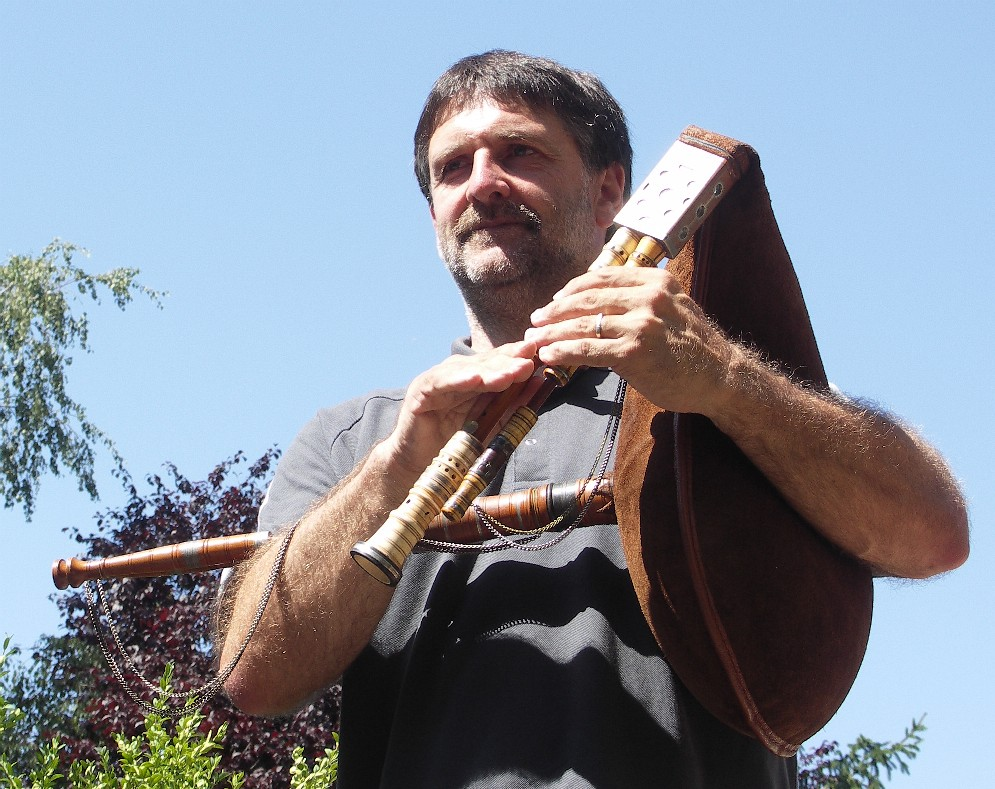
Chabretaire

La chabrette (chabreta en occitan limousin) est une cornemuse traditionnelle du Limousin.
Si la chabrette a comme « voisines géographiques » la cabrette auvergnate et la musette du Centre, chacune de ces cornemuses est bien spécifique par sa conception, son organologie, son histoire, son répertoire et sa technique de jeu. Ce sont bien trois instruments totalement différents, qui demandent chacun une approche spécifique.
Le Périgord connaît également une cornemuse nommée localement chabrette, qui possède des points communs avec la chabrette limousine (boîtier à miroirs, hautbois à pavillon, matériaux, décorations, …) mais aussi des spécificités (petite taille donc tonalité aigüe, bourdon latéral à l'unisson du petit bourdon) qui la distinguent facilement de sa « grande sœur » limousine.
La cabrette auvergnate a, en Limousin comme dans beaucoup d'autres régions du Massif central, progressivement remplacé d'autres cornemuses locales. La musette du Centre, quant à elle, était jouée dans la partie nord-est du Limousin, en Creuse. D'autres cornemuses, soit de fabrication locale, soit d'importation, ont aussi été pratiquées dans la région limousine.

## Histoire

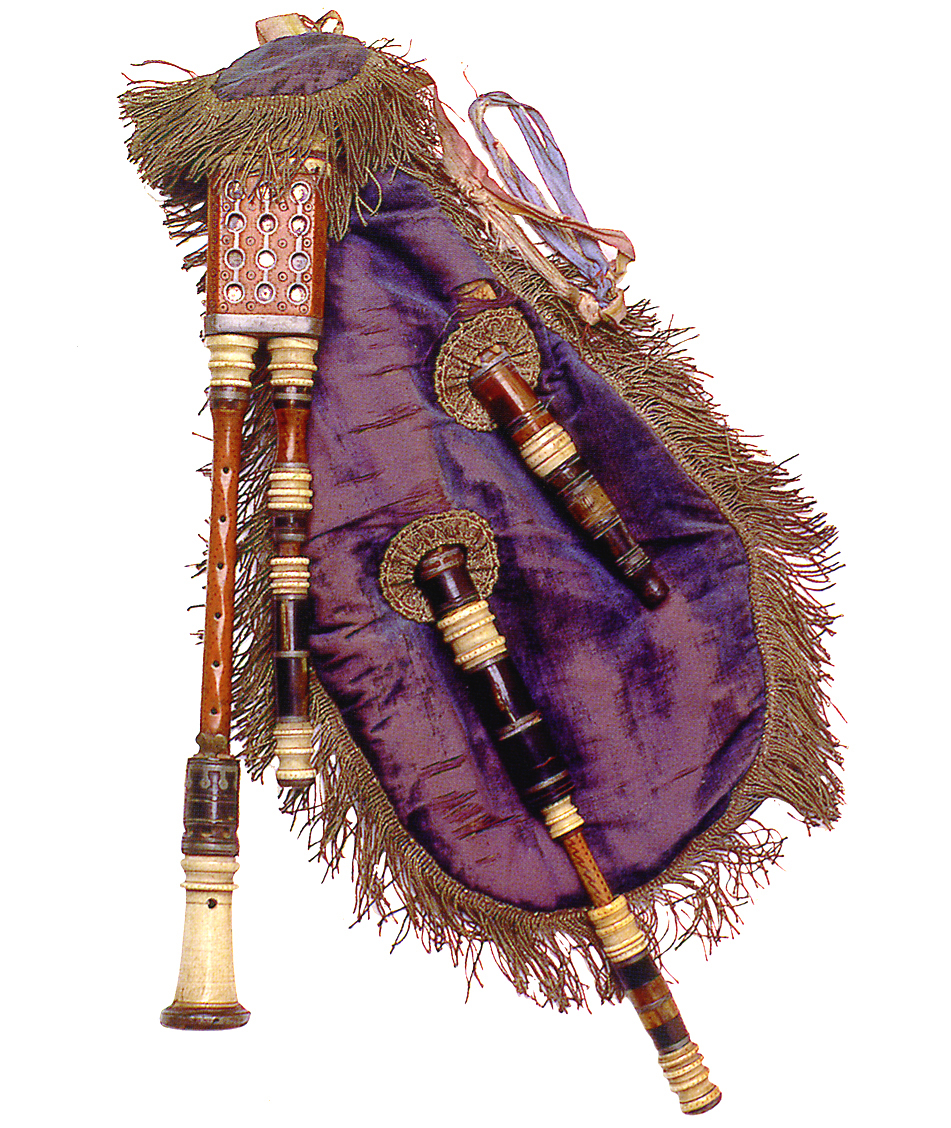
Chabrette attribuée au facteur Louis Maury, ca 1870

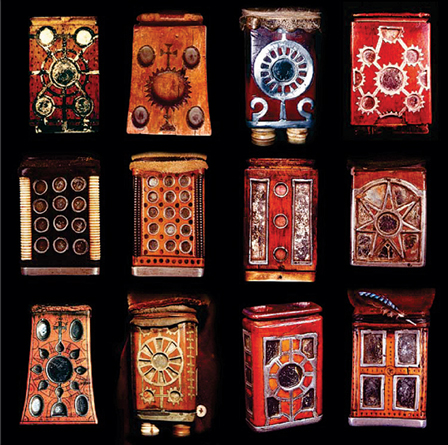
Boîtiers de chabrettes décorés de miroirs

Des recherches de terrain ont été menées dès 1975 par Eric Montbel, joueur de cornemuse et ethnomusicologue, puis en compagnie des fabricants Claude Girard et Thierry Boisvert. Ces recherches ont permis de mettre au jour plus de 120 chabrettes anciennes, et d'entamer un processus de revival de ces instruments en Limousin, mais aussi dans toute l'Europe. Leur parenté historique avec les cornemuses de Poitou décrites par Marin Mersenne dans l'Harmonie Universelle (1636) font de ces cornemuses un maillon essentiel dans la filiation des instruments de la Renaissance.
Une importante exposition consacrée à ces cornemuses a été présentée en 1996 au Musée national des arts et traditions populaires à Paris, sous la direction d'Éric Montbel et Florence Gétreau Souffler c'est jouer, chabretaires et cornemuses à miroirs en Limousin, exposition organisée conjointement par le Centre des Musiques Traditionnelles en Limousin. Le décor de ces cornemuses, particulièrement riche, pose question : miroirs incrustés, symboles chrétiens ou cosmogoniques, surcharge de matières associées telles que corne, étain, os ou ivoire, buis, inscriptions... font de ces objets de véritables œuvres d'art plastique tout autant que des objets à fonction musicale.

## Organologie
Les éléments visuels les plus évidents spécifiques à la chabrette sont la présence du gros bourdon porté sur le bras, le boîtier décoré de miroirs, et d'une manière plus générale, sur les tuyaux sonores, une décoration surchargée de corne, d'os et d'étain mettant en œuvre des techniques de fabrication poussées.
Musicalement, c'est surtout la présence d'un hautbois à pavillon rapporté et clé (dont une fontanelle recouvre cette dernière), qui la caractérise. Ce pavillon rapporté, monté avec un fort décrochement sur le corps du hautbois, a peut-être été ajouté initialement pour un effet d'amplification du son. C'est en tous cas ce composant spécifique qui caractérise particulièrement la chabrette, parmi les autres cornemuses françaises.
Tous ces éléments, tant esthétiques que musicaux, font de la chabrette non pas une cornemuse populaire, mais bien un instrument riche, de qualité et donc onéreux, vraisemblablement utilisé initialement dans un contexte social élevé.
En complément des relations mises en évidence avec les instruments dits « classiques », le santon du joueur de chabrette de la crêche de Vicq sur Breuilh (fin XVIIIe), que la tradition locale identifie comme étant Claude-Agnès marquis de Vicq et de Calignon (1748-1779 – Écuyer du Roi), vient appuyer les suppositions d’un instrument non pas “populaire” ni “traditionnel” ni “folklorique”, mais bien, dans sa première utilisation, savant. Les travaux d'Éric Montbel ont permis d'établir les filiations historiques entre musiciens professionnels originaires du Poitou au XVIIe siècle, à la Cour de Louis XIII, et les pratiques populaires aux XVIIIe siècle puis XIXe siècle en Marche et en Limousin.

## Jeu et technique
Un important travail de reconnaissance et diffusion de cette cornemuse a été réalisé dès 1976 par Éric Montbel, Thierry Boisvert et Philippe Randonneix au sein de l'Association des Musiciens Routiniers. Le département de musique traditionnelle du Conservatoire à Rayonnement Régional de Limoges, depuis 1987, enseigne sa pratique et son répertoire, en la personne de Gaëtan Polteau, luthier et responsable de la classe de chabrette depuis 2005.
Les interrogations à propos de la situation de cet instrument restent nombreuses. Retrouvé dans un contexte “traditionnel” principalement rural, plusieurs fabricants et musiciens tendent maintenant, par des résultats récents fondés sur des recherches empiriques, à reconsidérer son doigté, son jeu et ainsi ses utilisations.
Élément nécessairement fort de la pratique, ce doigté, fort discuté puisque ne pouvant se fonder que sur des observations très parcellaires – mais néanmoins fort intéressantes – d'anciens musiciens, s'oriente pour certains vers un doigté “ouvert“, semblable à celui donné entre autres par Marin Mersenne comme doigté naturel. La recherche du “son” à obtenir conduit ainsi vers une interprétation “épurée”, utilisant avec parcimonie et rigueur vibrés et autres ornementions choisies sur un jeu plutôt legato. D'autres au contraire puisent dans les techniques vivantes de cabrette auvergnate pour diriger le jeu de chabrette limousine vers le picotage, l'expression lyrique du vibrato et la virtuosité. Mais il est établi aujourd'hui que plusieurs styles et doigtés ont toujours été utilisés, et que toute standardisation contemporaine est une modernité aléatoire au sein d'un processus d'invention.
Le répertoire pratiqué aujourd'hui est principalement constitué d'airs de danses originaires du Limousin et de ses alentours, mais cet instrument fait aussi merveille dans les airs lents que sont les chansons et les pièces religieuses populaires, notamment les cantiques de Noël.

### Discographie
- Mironfa - Couleur Chabrette, 2013
- Lo Jai. Musiques traditionnelles du Limousin - 33 tours Revolum 1989, réédition CD 2007
- Chabretaires à Ligoure - CRMT Limousin 1997
- Vive la Musique Traditionnelle - Couleur Chabrette, 2003
- Un tot pitit bocin - Philippe “Rando” RANDONNEIX - AEPEM 06-01
- Chabretas, les cornemuses à miroirs du Limousin - Eric MONTBEL. Al Sur, 1999
- De Prime Abord, ALAMONT, Silex, 1994
- Duo Ancelin-Rouzier - …Tornarem dançar - Musique du Limousin et d’Auvergne - 2004
- Miroirs - La Gente Poitevinerie, danses et mélodies du XVIe au XVIIIe siècle.